# زره‌پوستان

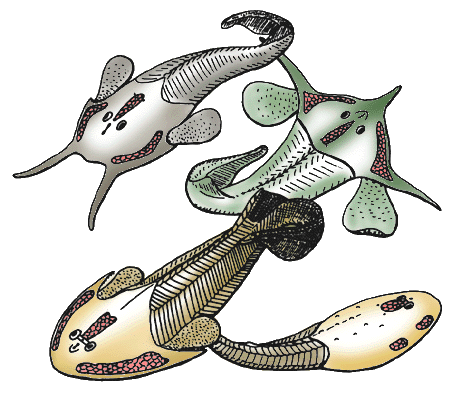
صدف‌پوستان مختلف از رده استخوان‌زرهیان.

واژه زره‌پوستان یا صدف‌پوست (Ostracoderm) توصیفی است که برای ماهیان بی‌آرواره زره‌دار دوران دیرینه‌زیستی استفاده می‌شود.
صدف‌پوست‌ها هم‌نیا paraphyletic  یا چندنیا polyphyletic هستند و بنابراین از این صفت در دسته‌بندی‌های امروزی استفاده نمی‌شود اما برای توصیف گروه‌هایی از ماهیان بی‌آرواره زره‌دار همچنان کاربرد دارد.